# Cristines de Sant Blai
Les cristines de Sant Blai són uns brioixos farcits de nata, crema o trufa rematats amb ametlla trossejada i sucre de llustre que es mengen a Ponent per Sant Blai, el 3 de febrer, car segons la tradició catòlica toca menjar beneït per a protegir-se del mal de gola.